# Abriès-Ristolas
Abriès-Ristolas – gmina we Francji, w regionie Prowansja-Alpy-Lazurowe Wybrzeże, w departamencie Alpy Wysokie. W 2013 roku liczba ludności wynosiła 409 mieszkańców. 
Gmina została utworzona 1 stycznia 2019 roku z połączenia dwóch ówczesnych gmin: Abriès oraz Ristolas. Siedzibą gminy została miejscowość Abriès. 